# Вегенді
Ве́генді (ест. Vehendi küla) — село в Естонії, у волості Елва повіту Тартумаа.

## Населення
Чисельність населення на 31 грудня 2011 року становила 71 особу.

## Географія
Через населений пункт проходить автошлях 22176 (Валлапалу — Раннакюла).
У селі, що лежить на східному березі Виртс'ярв, розташовується Виртс'ярвський лімнологічний центр.

## Історія
До 24 жовтня 2017 року село входило до складу волості Ранну.